# Rijksmonument 335347
Rijksmonument 335347 omvat een bouwblok aan de rand van Brink, Betondorp, Amsterdam-Oost. Het omvat de gebouwen Brink 1 en 2, Landbouwstraat 51-57, Brinkstraat 82-88 en 151-157 en Veeteeltstraat 106-116. Het maakt deel uit van het monumentencomplex Brink (rijksmonument 335305).

## Monument
Rijksmonument 335347 betreft een complex aan woningen. winkels en een transformatorhuisje. Net als de andere complexen rond Brink is ook hier de opzet grotendeels symmetrisch, opvallendste afwijking daarbinnen is de toren aan de Veeteeltstraat. Het blok is gesitueerd aan de oostelijke zijde van het plein en de daarop aansluitende radiaalwegen naar het oosten, van noord naar zuid Landbouw-, Brink- en Veeteeltstraat. Het blok maakt een hoekige indruk (net als de andere gebouwen op het plein) maar ken een plattegrond in de vorm van een cirkelsegment. Eigenaardig is de adresconstructie. Brink 1 en 2 zijn namelijk geen woningen/winkels die elkaar belenden; zij vormen de hoeken met Landbouw- en Veeteeltstraat. Het middenstuk waarin een poort is geplaatst heeft adressen aan de Brinkstraat met aan de ene zijde huisnummers 82-88 en aan de andere kant 151-147. Het complex kent grotendeels twee bouwlagen (begane grond en winkel met daarboven woningen). In het front van de verdieping is een lange ramenrij geplaatst over bijna de volle breedte van de gevel. De slechts 2,5 meter hoge poort is gesplitst in rijdek en voetpaden; deze splitsing is een gevolg van twee zuilenrijen van vijf pilaren die de dragende constructie (betonnen balken) van de poort ondersteunen. Deze pilaren kennen zowel aan de boven- als onderzijde sierblokken (in later tijden werd ook een signaleerbalk geplaatst voor te hoge auto’s). In de galerijen zitten nog toegangsdeuren voor de verdieping.
De toren heeft hier een functie van tijdmelder van een kerk overgenomen. Op alle vier de kanten is een deels vergulde wijzerplaat te zien. Ze heeft een cilindrische top in koper.
De aangebouwde vleugels in Landbouw- en Veeteeltstraat hebben drie bouwlagen met alleen woningen. Ook hier zijn hoekvormen in de meerderheid, maar de gevel aan de Veeteeltstraat is gemodelleerd in een flauwe bocht; die in de Landbouwstraat is recht. Het monument wordt in de Veeteeltstraat afgesloten met een weer uitermate hoekig transformatorhuisje. Hier is tevens een gebouwafscheiding te vinden; ze is betegeld met zwarte en witte tegels, terug te vinden in het tegenoverliggende voormalige Verenigingsgebouw (Rijksmonument 335330).
Het gehele complex is opgetrokken uit grijs korrelbeton, dat alle gebouwen aan Brink kenmerkt. Alle gebouwen zijn ontworpen door architect Dick Greiner.

## Afbeeldingen

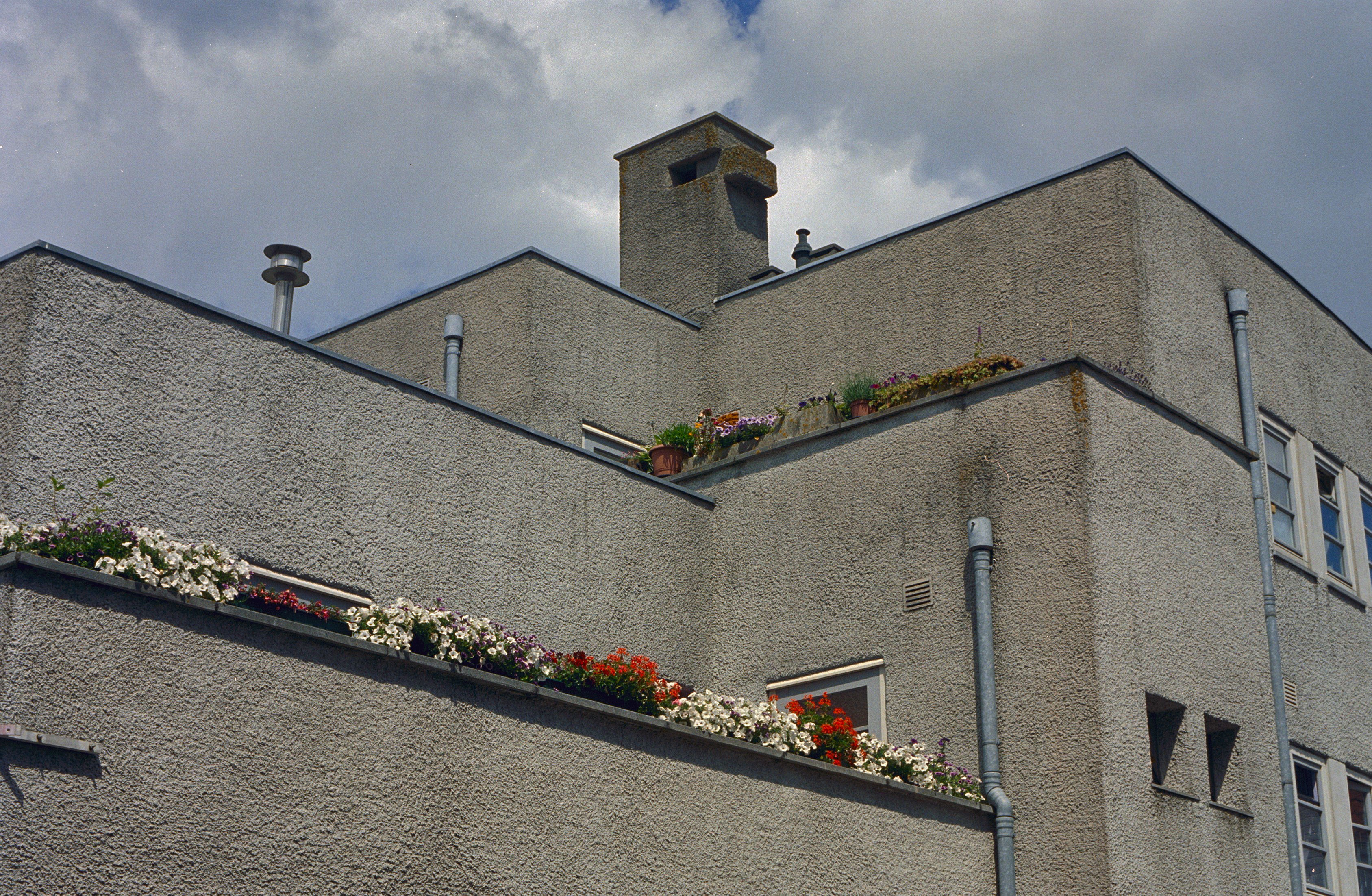
Geveldeel Landbouwstraat 51-57 (juni 2002)
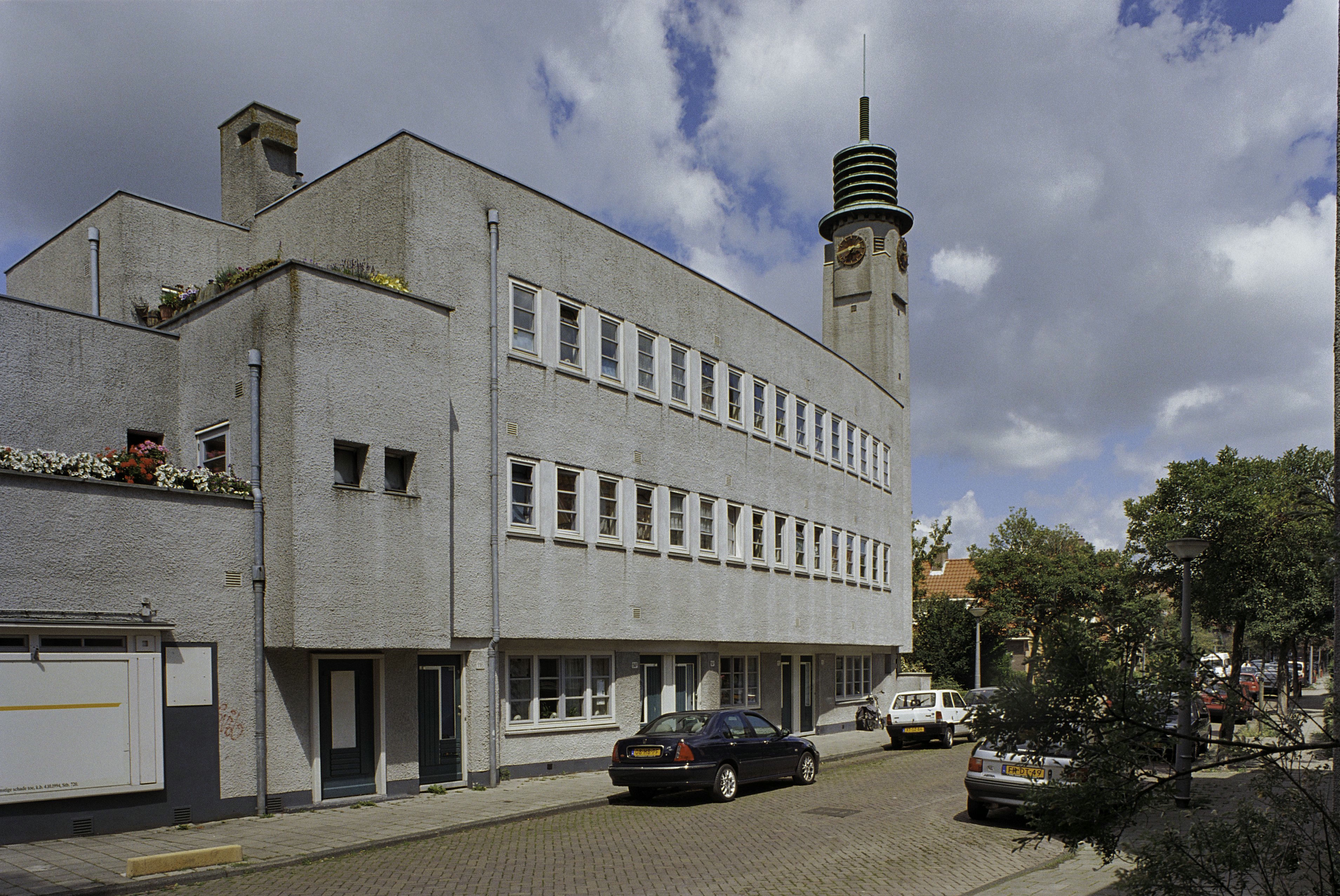
Geveldeel Veeteeltstraat 104-116 met toren (juni 2002)
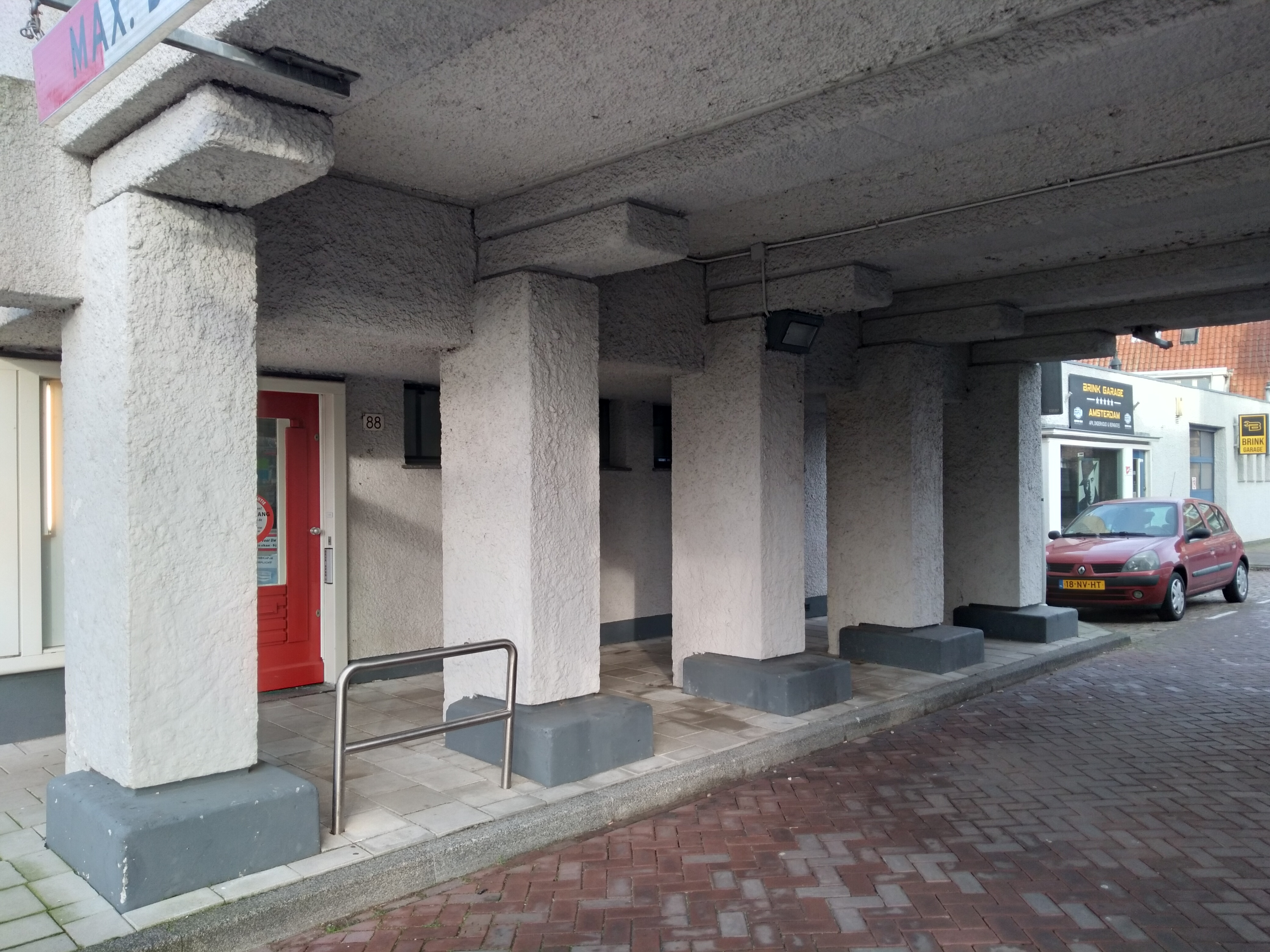
Ingang Brinkstraat 88 in poortgebouw (januari 2022)
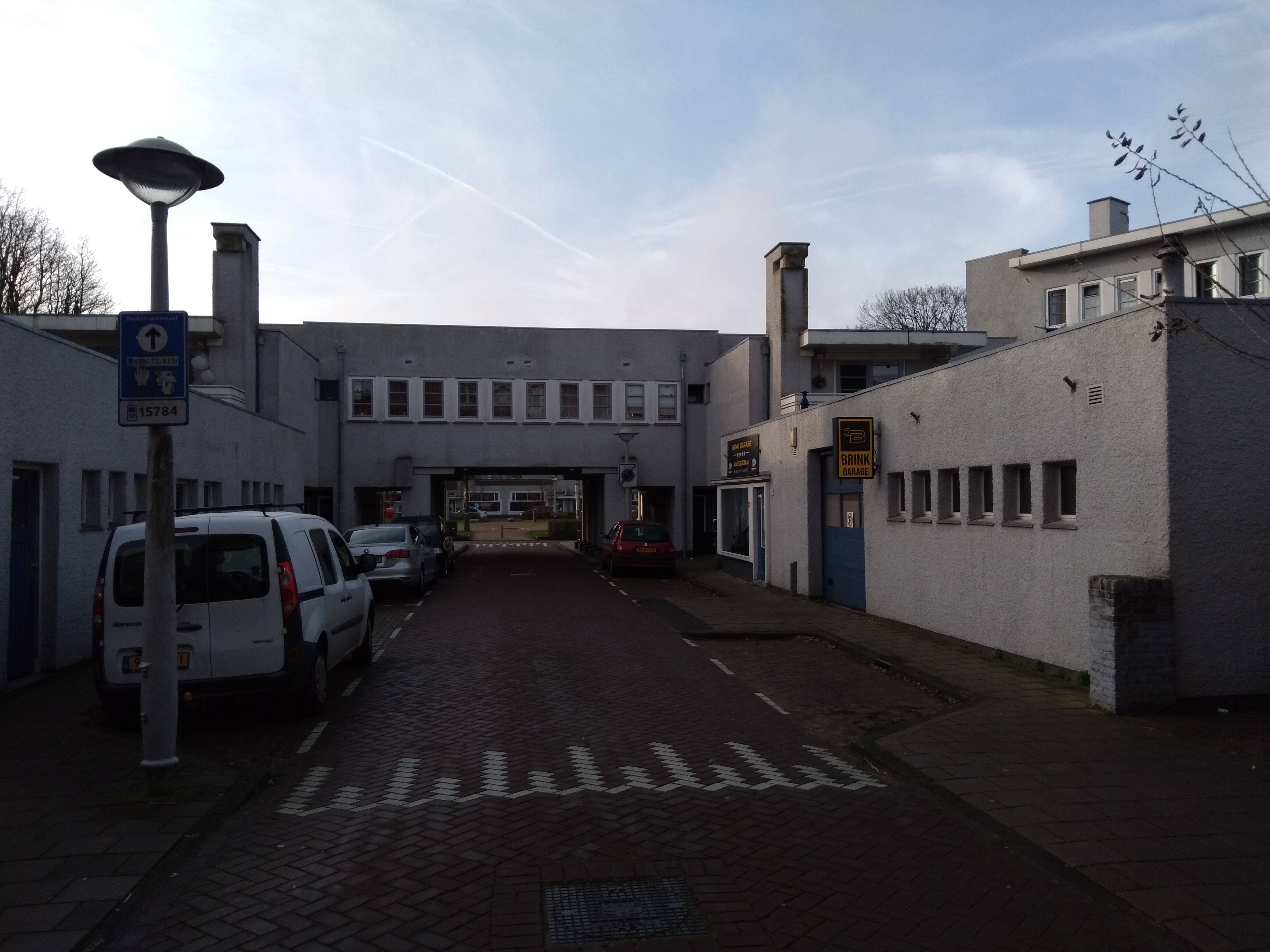
Poortgebouw gezien vanaf de Brinkstraat (januari 2022)
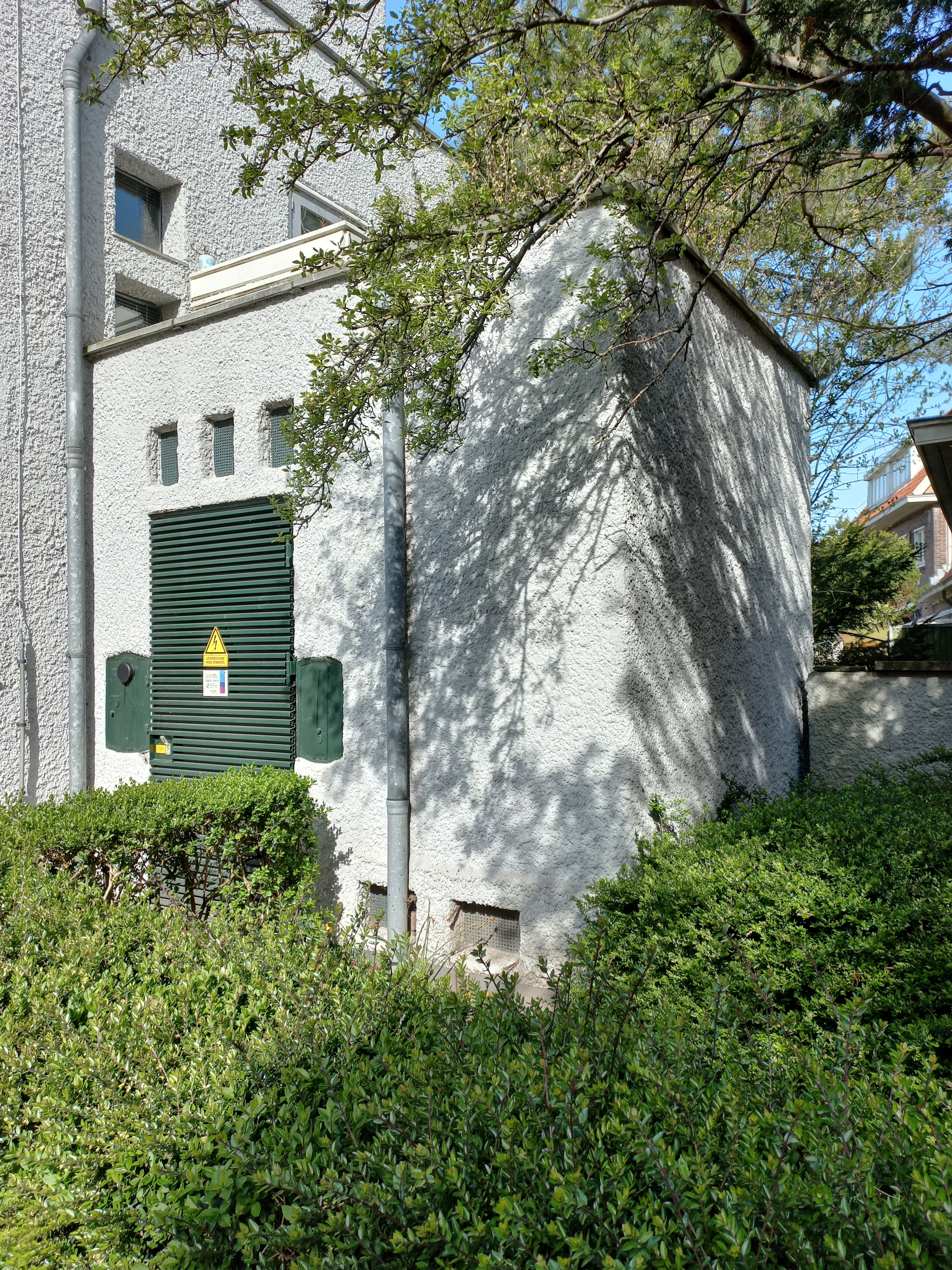
Transformatorhuisje (april 2022)
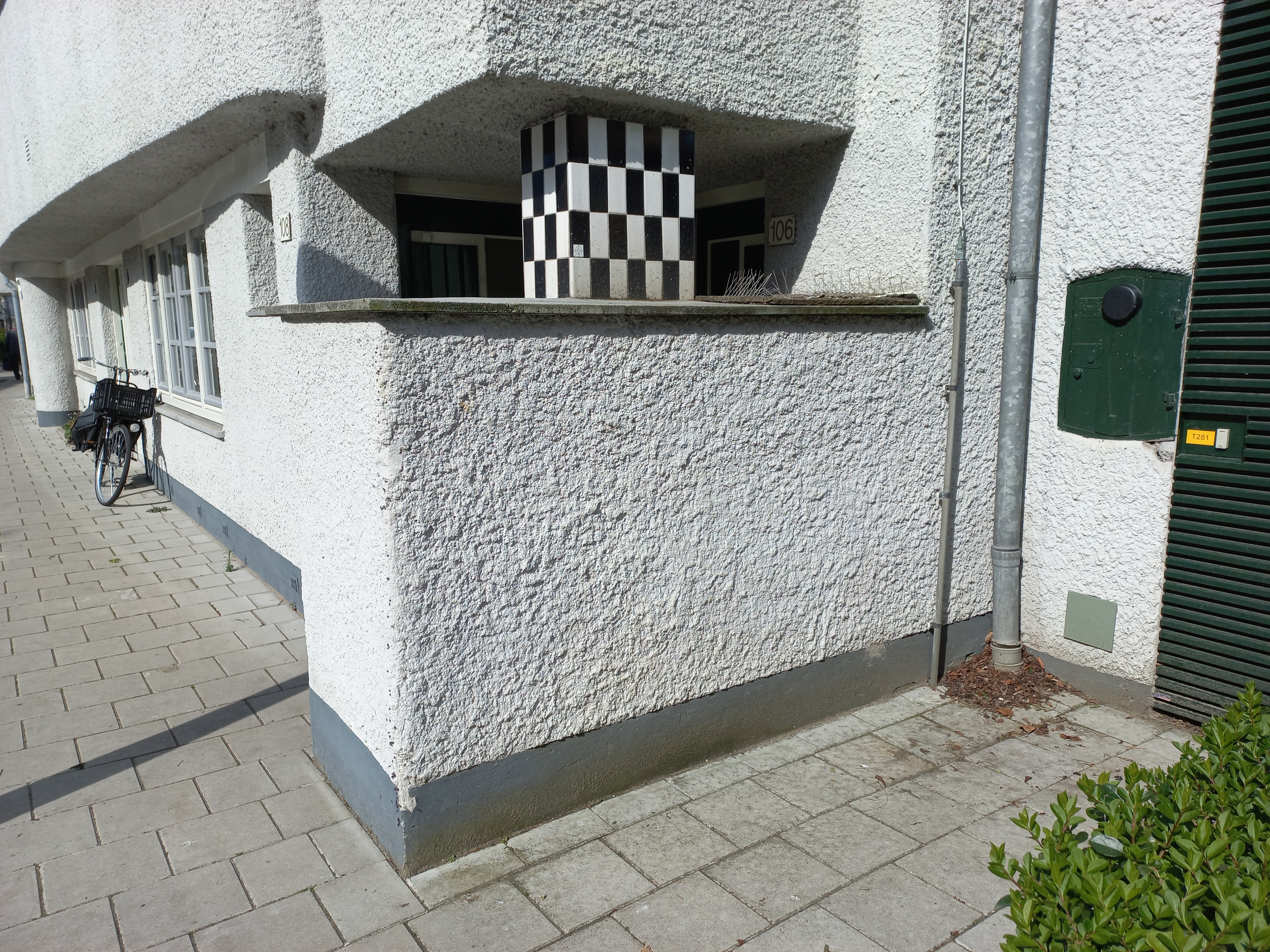
Tegeltableau (april 2022)